# Radiazione fotosinteticamente attiva
La radiazione fotosinteticamente attiva o photosynthetically active radiation (PAR), in inglese, è una misura dell'energia della radiazione solare intercettata dalla clorofilla a e b nelle piante. È, in pratica, una misura dell'energia effettivamente disponibile per la fotosintesi, che è minore dell'energia totale proveniente dal Sole, perché lo spettro di assorbimento della clorofilla non è molto esteso.
La PAR è considerata pari al 41% della radiazione solare totale. Si concentra nelle bande del blu e del rosso, con punte massime a 430 e 680 nm di lunghezza d'onda corrispondente alla radiazione visibile.
All'interno del PAR esistono sottobande con radiazioni:
- blu-violette, (400-490 nm), assorbite dai pigmenti, con azione sulla fioritura, sintesi proteica, effetti fototropici, medio effetto sulla fotosintesi;
- verdi (490-560 nm), le meno attive fotosinteticamente;
- gialle (560-590 nm);
- rosso-arancio (590-700 nm), molto attive per la fotosintesi.

## La colorazione delle piante
Le foglie delle piante assorbono principalmente la radiazione rossa e blu nel primo strato delle cellule fotosintetiche a causa dell'assorbanza della clorofilla. La luce verde tuttavia penetra più profondamente nell'interno della foglia e questo rende la fotosintesi più efficiente del colore rosso.
Siccome le lunghezze d'onda del verde e del giallo riescono a passare attraverso la clorofilla e a trasmettersi all'intera foglia, esse giocano un ruolo cruciale nella crescita delle piante.